# Бойченко Геннадій Васильович
Геннаді́й Васи́льович Бо́йченко (нар. 29 березня 1981 — пом. 18 жовтня 2014) — сержант Збройних сил України.

## Життєпис
Народився 1981 року в селі Вільшанка Савранського району Одеської області; професію електрика здобув у Кривоозерському професійно-технічному училищі. Працював на будівництві.
У часі війни — доброволець; гранатометник, 18-го батальйону територіальної оборони Одеської області «Одеса».
Загинув від поранень, яких зазнав під час обстрілу блокпоста біля села Орловське — Тельманівський район — під час оборони Маріуполя. У тому бою загинули четверо бійців батальйону — Геннадій Бойченко, Євген Кравець, Микола Мокан, Олександр Орлик.
Похований у селі Вільшанка.
Без Геннадія лишилась мама Людмила Юхимівна; сестра Оксана з родиною.

## Нагороди і вшанування
- Його портрет розміщений на меморіалі «Стіна пам'яті полеглих за Україну» в Києві: секція 4, ряд 5, місце 34
- у Любашівці розмішено пам'ятну стелу загиблим землякам — серед них і Геннадій Бойченко[1]
- у Вільшанці існує вулиця Геннадія Бойченка[2]